# Чинаревское нефтегазоконденсатное месторождение
 Чинаревское  —  нефтегазоконденсатное месторождение, расположенное в Западно-Казахстанской области, в 40 км к северо-востоку от г. Уральска. Находится в северной бортовой зоне Прикаспийской впадины. 

По административному делению Контрактный участок Чинаревский относится к Байтерекскому району Западно-Казахстанской области Республики Казахстан.

## История Чинаревского месторождения
Добыча нефти и газа на Чинаревском месторождении началась в советское время с 9 буровых скважин. Углеводороды были впоследствии открыты в бийском и афонинском коллекторах в 1991 году. После этого был открыт турнейский коллектор в 1992 году, но в 1993 году бурение было прекращено из-за недостатка государственного финансирования.
Выявлено месторождение в 1991 г. в результате получения промышленного притока газа и конденсата из бийских отложений при испытании скважины №4, заложенной на структуре, подготовленной сейсморазведкой. Несмотря на то, что впоследствии первоначальные структурные построения претерпели существенные изменения, характер залежи, как полузамкнутой, тектонически экранированной, не изменился.

## О месторождении
На месторождении установлено два этажа продуктивности: нижний (инт.4830-5180 м) среднедевонский газоконденсатный и верхний (инт.4275-4400 м) турнейский газонефтяной. Месторождение расположено в пределах одноимённого выступа фундамента, структура приурочена к его северному склону и с юга, по восстанию, экранируется субширотным тектоническим нарушением.
Ловушка имеет сложную тектоно-седиментационную природу и связана с бийскими и афонинскими карбонатными отложениями, частью органогенными, возможно, рифовыми, по которым впоследствии пликативно-дизъюнктивными тектоническими движениями была сформирована брахиформная структура со срезанным продольным субширотным нарушением южным крылом и осложненная другими, затухающими нарушениями. С севера и по простиранию среднедевонские залежи экранируются структурными замыканиями. 
Ловушка турнейской залежи, испытанной в настоящее время в одной скважине (10), имеет тектоническую природу благодаря наложению структуроформирующей тектоники на толщу мелководно-морских шельфовых карбонатных отложений.
С севера и юга она ограничена унаследованными тектоническими нарушениями, а по простиранию экранируется структурными замыканиями. В карбонатных среднедевонских отложениях установлено две залежи - бийская и афонинская. Коллекторами являются известняки и доломиты органогенные, органогенно-детритовые, иногда биогермные (бийский горизонт) и органогенные известняки, чередующиеся с глинистыми (афонинский горизонт).

## Промышленная разработка
По данным геологоразведки, запасы составляют 49 миллиардов кубических метров природного газа и 35 миллионов тонн нефти.
Оператором месторождения является казахстанская нефтяная компания Жаикмунай.